# Чеканюк, Андрей Терентьевич
Андрей Терентьевич Чеканюк  (*29 октября 1906, село Каменка, теперь Литинского района Винницкой области — 22 декабря 1992 года, город Киев) — советский партийный деятель родом с Винничины, профессор, член-корреспондент АН УССР (с 1964). Депутат Верховного Совета УССР 1-го созыва. Кандидат в члены ЦК КП(б)У в 1938-1952 г. Член ЦК КПУ в 1952-1976 г.

## Биография
Родился в крестьянской семье. В 1921 — 1923 г. — наемник у зажиточных крестьян. В 1923 — 1925 г. — рабочий совхоза, бумажной фабрики. С 1925 года — на комсомольской работе.
Член ВКП(б) с 1928 года.
В 1928 — 1930 г. — слушатель Винницкой совпартшколы. Находился на профсоюзной и партийной работе.
В 1934 — 1937 г. — студент Института красной профессуры.
В 1937 — 1938 г. — заведующий отдела, в 1938 — 1943 г. — ответственный редактор газеты «Коммунист» («Советская Украина»).
В 1943 — 1945 г. — заместитель заведующего отделом пропаганды ЦК КП(б)У. В 1945 — 1946 г. — заместитель начальника Управления пропаганды и агитации ЦК КП(б)У. Одновременно, в 1944 — 1945 г. — на партийной работе на Закарпатье.
В 1946 — 1973 г. — директор, впоследствии ректор Высшей партийной школы при ЦК КПУ.
Автор трудов по истории партии, среди других «Торжество ленинской национальной политики КПСС» (1972).

## Награды
- два ордена Ленина
- ордена
- медали
- заслуженный работник высшей школы УССР (1976)